# 1917 dans le catholicisme
Chronologie du catholicisme
- 1913
- 1914
- 1915
- 1916
- 1917
- 1918
- 1919
- 1920
- 1921

Cet article présente les faits marquants de l'année 1917 dans le catholicisme.

## Évènements
- 13 mai : première des apparitions mariales de Fátima.
- 27 mai : Promulgation du Code de droit canonique de 1917.
- 15 juin : encyclique Humani Generis Redemptionem de Benoît XV sur la prédication de la parole de Dieu
- 13 octobre : 6e et dernière des apparitions mariales de Fátima avec le phénomène astronomique appelé le miracle du soleil.
- 15 octobre : Fondation de l'Institut pontifical oriental[1] par le motu proprio Orientis Catholici de Benoît XV.

## Naissances
- 16 janvier : Luigi Agustoni, prêtre et musicologue suisse († 31 mars 2004)
- 8 février : Albert Revet, prêtre et fondateur français, personnalité du scoutisme († 30 juin 1986)
- 11 février : Paul-Aimé Martin, prêtre canadien, fondateur des éditions Fides († 26 septembre 2001)
- 12 février : Joseph Wresinski, prêtre français, fondateur d'ATD Quart monde († 14 février 1988)
- 16 février : Dieudonné Yougbaré, prélat burkinabé, évêque de Koupéla, premier évêque originaire d'Afrique occidentale († 4 novembre 1911)
- 11 mars : Silvério Jarbas Paulo de Albuquerque, prélat brésilien, évêque de Feira de Santana († 28 mai 2013)
- 6 mai : Théophile Mbemba, prélat congolais, archevêque de Brazzaville († 14 juin 1971)
- 12 mai : Bienheureux Joan Roig i Diggle, jeune martyr espagnol († 12 septembre 1936)
- 25 mai : Theodore Hesburgh, prêtre et président d'université américain († 26 février 2015)
- 23 juin : Dominic Ignatius Ekandem, premier cardinal nigérian, archevêque d'Abuja († 24 novembre 1995)
- 27 juin : Pierre Boussard, prélat français, évêque de Vannes († 18 octobre 1997)
- 20 juillet : Bernard Rivière, prêtre capucin français, défenseur des immigrés portugais († 10 décembre 2013)
- 27 juillet : Joseph Lemarié, moine bénédictin et liturgiste français († 15 septembre 2008)
- 3 septembre : Paul Zoungrana, premier cardinal burkinabé, archevêque de Ouagadougou († 4 juin 2000)
- 20 septembre : Władysław Rubin, cardinal polonais de la Curie, précédemment archevêque titulaire de Serta (de) († 28 novembre 1990)
- 24 septembre : Jean Hermil, prélat français, évêque de Viviers († 10 mars 2006)
- 1er octobre : Cahal Brendan Daly, cardinal irlandais, archevêque d'Armagh († 31 décembre 2009)
- 19 octobre : René Laurentin, prêtre, théologien et exégète français († 10 septembre 2017)
- 16 novembre : Pierre Rouanet, prélat et missionnaire français, évêque de Daloa († 4 février 2012)
- 25 novembre : Luigi Poggi, cardinal italien de la Curie, précédemment diplomate du Saint-Siège et archevêque titulaire de Forontoniana (de) († 4 mai 2010)
- 2 décembre : Luciano Angeloni, prélat italien, diplomate du Saint-Siège et archevêque titulaire de Vibo (de) († 9 mai 1996)
- 5 décembre : Ambroise Lafortune, prêtre et écrivain canadien († 8 mai 1997)
- 7 décembre : Domenico Bartolucci, cardinal et compositeur italien († 11 novembre 2013)
- 11 décembre : Bienheureuse Bruna Pellesi, religieuse italienne († 1er décembre 1972)
- 14 décembre : Arthur Joseph O'Neill, prélat américain, évêque de Rockford († 27 avril 2013)
- 17 décembre : Joseph-Albert Malula, cardinal congolais, archevêque de Kinshasa († 14 juin 1989)

## Décès
- 20 janvier : Jean-Baptiste Poulbrière, prêtre et écrivain français (° 5 février 1842)
- 22 janvier : Bérenger Saunière, prêtre français connu pour sa richesse (° 11 avril 1852)
- 8 février : Diomede Falconio, cardinal italien de la Curie, précédemment diplomate du Saint-Siège et archevêque titulaire de Larissa-en-Thessalie (° 20 septembre 1842)
- 9 février : Károly Hornig, cardinal hongrois, évêque de Veszprém (° 10 août 1840)
- 6 mars : François Marie Falquerho, prêtre français, poète de langue bretonne (° 11 décembre 1854)
- 12 mars : Giuseppe Ceppetelli, prélat italien, patriarche latin de Constantinople, précédemment évêque titulaire de Tibériade et archevêque titulaire de Myre (de) (° 15 mars 1846)
- 12 avril : Francis von Bettinger, cardinal allemand, archevêque de Munich (° 17 septembre 1850)
- 16 avril : Paul Dubrulle, prêtre jésuite et écrivain français, mort pour la France (° 11 mai 1882)
- 20 avril : James Hubert Blenk, prélat germano-américain, archevêque de La Nouvelle-Orléans (° 28 juillet 1856)
- 6 mai : Jules Auguste Chatron, prélat et missionnaire français, évêque d'Osaka (° 20 avril 1844)
- 29 mai : François-Désiré Drure, prélat français, diplomate du Saint-Siège (° 28 janvier 1859)
- 10 juin : Alphonse-Victor Angot, prêtre et historien français (° 10 février 1844)
- 12 juin : André Martin-Decaen, prêtre et écrivain français, poilu mort pour la France (° 9 juin 1988)
- 13 juin : Louis Caspar, prélat et missionnaire français, vicaire apostolique de la Cochinchine septentrionale et évêque titulaire de Canatha (de) (° 23 juillet 1841)
- 14 juin : Jean-Mathurin Cadic, prêtre français, poète en langue bretonne (° 2 avril 1843)
- 9 août : Nicholas Chrysostom Matz, prélat et missionnaire franco-américain, évêque de Denver (° 6 avril 1850)
- 25 août : Alphonse Glorieux, prélat et missionnaire belge, évêque de Boise (° 1er février 1844)
- 7 novembre : Saint Vincent Grossi, prêtre et fondateur italien (° 9 mars 1845)
- 23 novembre : Emmanuel Bailly, prêtre français, supérieur général des Augustins de l'Assomption (° 4 août 1842)
- 30 novembre : Adolphe Le Chaptois, prélat et missionnaire français, vicaire apostolique de Tanganyika et évêque titulaire d'Utique (de) (° 8 juin 1852)
- 28 décembre : Joseph Guthlin, prêtre, prélat de Sa Sainteté et enseignant français (° 12 juin 1850)